# Kultura druku
Kultura druku – kultura wyższych form rozwojowych cywilizacji ludzkiej, dla których zaistnienia niezbędnym warunkiem była możliwość jednoznacznego utrwalania myśli ludzkiej, oraz przekazywania jej na odległość. Warunek ten w stopniu wystarczającym spełnić mógł dopiero wynalazek druku. Przykładem może być Europa od końca XV wieku.